# Black Kids
I Black Kids sono un gruppo indie pop statunitense proveniente da Jacksonville, in Florida. Nel 2007 il loro EP d'esordio, Wizard of Ahhhs, ha ricevuto un ottimo responso dalla critica.

## Membri
I membri della band sono cinque:
- Reggie Youngblood, chitarra e voce
- Ali Youngblood, tastiera e voce
- Dawn Watley, tastiera e voce
- Kevin Snow, batteria
- Owen Holmes, basso

## Discografia

### Album in studio
Il primo album dei Black Kids è stato "Partie Traumatic" e comprende le canzoni
- Hit the Heartbrakes – 3:44
- Partie Traumatic – 3:10
- Listen to Your Body Tonight – 3:08
- Hurricane Jane – 4:32
- I'm Making Eyes at You – 4:29
- I've Underestimated My Charm (Again) – 3:55
- I'm Not Gonna Teach Your Boyfriend How to Dance with You – 3:37
- Love Me Already – 4:04
- I Wanna Be Your Limousine – 3:16
- Look at Me (When I Rock Wichoo) – 4:11

Tutte le canzoni sono state scritte dai Black Kids.

### EP
I Black Kids hanno pubblicato due EP, rispettivamente Wizard of Ahhhs (Agosto 2007), e Cemetery Lips (Aprile 2009).

#### Wizard of Ahhhs
- "Hit the Heartbrakes" – 3:37
- "I'm Not Gonna Teach Your Boyfriend How to Dance with You" – 3:32
- "Hurricane Jane" – 4:27
- "I've Underestimated My Charm (Again)" – 3:33

#### Cemetery Lips
- "Look At Me (When I Rock Wichoo), Kid Gloves Remix" – 6:24
- "I'm Making Eyes At You (Joy Electric Remix)" – 4:34
- "Hurricane Jane (The Cansecos Remix)" – 6:22
- "My Christian Name" – 1:34
- "Power In The Blood" – 3:08
- "You Only Call Me When You're Crying" – 3:27

### Singoli
| Anno | Singolo                                                    | Posizione in classifica | Album            |
| Anno | Singolo                                                    | UK                      | Album            |
| ---- | ---------------------------------------------------------- | ----------------------- | ---------------- |
| 2008 | "I'm Not Gonna Teach Your Boyfriend How to Dance with You" | 11                      | Partie Traumatic |
| 2008 | "Hurricane Jane"                                           | 36                      | Partie Traumatic |
| 2008 | "Look at Me (When I Rock Wichoo)"                          | 175                     | Partie Traumatic |